# 假繁缕
假繁缕（学名：Theligonum macranthum）为假繁缕科假繁缕属下的一个种。